# Der Eisbärkönig
Der Eisbärkönig ist ein bilderreicher Märchenfilm aus Norwegen. An der Produktion des Films waren neben Norwegen auch Schweden und Deutschland beteiligt. In Deutschland wurde der Film erstmals am 28. November 1991 gezeigt. Die Kinopremiere in Oslo lief am 12. Dezember 1991. Ein Deutsch synchronisiertes Video gibt es seit dem 9. November 1992 und eine entsprechende DVD seit dem 23. März 2000. Der Märchenfilm ist in Spanien als El reino del oso polar, in Italien als Il regno d’inverno, in Frankreich Le roi d’Ours blanc, in Schweden Isbjörnskungen und im englischsprachigen Raum als The Polar Bear King bekannt. Die Geschichte des Films gründet auf dem norwegischen Märchen Östlich von der Sonne und westlich vom Mond und auf dem Märchen Der weiße Bär, König Valemon – beide aus der Sammlung von Peter Christen Asbjørnsen und Jørgen Engebretsen Moe.

## Handlung

### Die Prinzessin des Winterlandes
Im Winterland, wo ewiger Schnee liegt, herrscht ein gutmütiger König. Sogar die Wölfe und Vögel folgen willig seinem Rat. Die Wege sind sorgsam von Fackeln erleuchtet. Der Handel blüht. Der König hat drei schöne Töchter, die Jüngste jedoch strahlt vor Schönheit. Während die beiden älteren Töchter mit leiser Eifersucht die schöne Jüngste betrachten, träumt diese von einem blühenden Land und von der Ferne. Sie fragt sich, ob sie, die Prinzessin im Schneeland einen Menschen findet, mit dem sie ihre Träume von Grün und Blüten teilen kann.

### Valemon, der Eisbär
Weit entfernt in einem Land des Sommers wird ein junger König gekrönt. Nachdenklich sitzt er bei seiner alten Mutter. Eine Bedrohung steht im Raum. Seine jugendliche Regentschaft überschattet eine alte Verbindung des Reichs mit einer schönen Hexe. Und im selben Augenblick erscheint diese auch schon in ihrer kalten Pracht. Ihre Absicht ist klar. Sie fordert die Hochzeit mit dem Prinzen. Und alte Verstrickungen der Macht geben ihr die Möglichkeit zu fordern. Doch der Prinz verweigert sich. Als die Hexe begreift, verflucht sie den Prinzen: Sieben Jahre muss er in der Gestalt eines riesigen Eisbären heimatlos und ohne Liebe die Welt durchstreifen. Nur für einige nächtliche Stunden des Tages hat der Fluch keine Macht über ihn, aber auch dann darf er sich niemand zeigen, da er sonst der Hexe anheimfällt.

### Die Schöne und der Bär
Im Land des Winters taucht eines Tages ein großer, weißer Bär auf. Die Menschen flüchten vor der Naturmacht. Die jüngste Winterlandprinzessin gerät in die Nähe des Tiers. Zu ihr ist er trotz aller seiner Wildheit liebenswürdig. Und der Bär beginnt zu reden. Im Sprechen erkennen sich die beiden und auch die Prinzessin weiß jetzt, dass hier ihr verwunschener Liebster vor ihr steht. Der Bärenprinz schenkt dem Mädchen als Zeichen eine goldene Kette. Gegen den Widerstand des alten Königs, sein liebstes Kind zu verlieren, beschließen der Bär und das Mädchen einander anzugehören. Der Bär Valemon nimmt die Prinzessin auf seinen Rücken und nach einem endlosen Ritt durch Schnee und Eis bringt er sie in sein Reich.

### Besuch
Das Mädchen ist im blühenden Sommerland Königin. Valemon kommt in menschlicher Gestalt nachts zu ihr, aber sie darf sein Gesicht nicht sehen. Die Prinzessin bekommt drei Kinder; aber von der Hexe bedroht, muss die zauberkundige Mutter von Valemon die Kinder unter ihrem Schutz verstecken. Das Mädchen ist einsam. Eines Tages bittet sie Valemon ihre Familie besuchen zu dürfen. Der Wunsch wird ihr gewährt unter der Bedingung keinen Rat von ihren Schwestern anzunehmen. Der Winterlandkönig ist überglücklich die Jüngste wiederzusehen. Alle staunen, sie als Königin zu sehen und alle glaubten, sie wäre vom wilden Tier zerrissen. Neugierig wollen die älteren Schwestern mehr wissen. Sie wecken in der Prinzessin den Wunsch, ihren Mann nach fast sieben Jahren endlich zu sehen und raten, ihn nachts im Schlaf mit einer Kerze zu betrachten.

### Versuchung
Der Wunsch ist geweckt, und als sie zurück zu ihrem Prinzen kommt, kann die Prinzessin nicht mehr widerstehen. Sie betrachtet den Schlafenden im Licht einer Kerze. Sie verliebt sich in das Gesicht ihres Mannes und ist von dem Anblick so überwältigt, dass Wachs auf sein Hemd tropft. Er erwacht und ist entsetzt. Die sieben Jahre seiner Verwünschung wären fast überstanden. Jetzt verfällt er der Hexe und gerät in unerreichbare Ferne.

### Wiederfinden
Das Mädchen will das Unmögliche dennoch versuchen – sie will einen Weg finden: Die Mutter Valemons gibt ihr einige Wunderbarkeiten, ein Zauber-Tischlein-Deck-Dich und Zauberschuhe. Nach weglosem Weg, erkletterten Abgründen und furchtbaren Leiden findet die Prinzessin über den Wolken endlich die Burg der Hexe. Die ist eine Giftmischerin und im Bunde mit dem Teufel. Das Mädchen sieht schließlich nach vielen Opfern einen Weg zu dem gefangenen Valemon. Sie kann ihn befreien und erlösen und glücklich finden sie bei der Mutter Valemons auch ihre drei Töchterchen. Schließlich kann auch der Vater der Winterland-Prinzessin seinen befreiten Schwiegersohn in die Arme schließen.

## Stoff

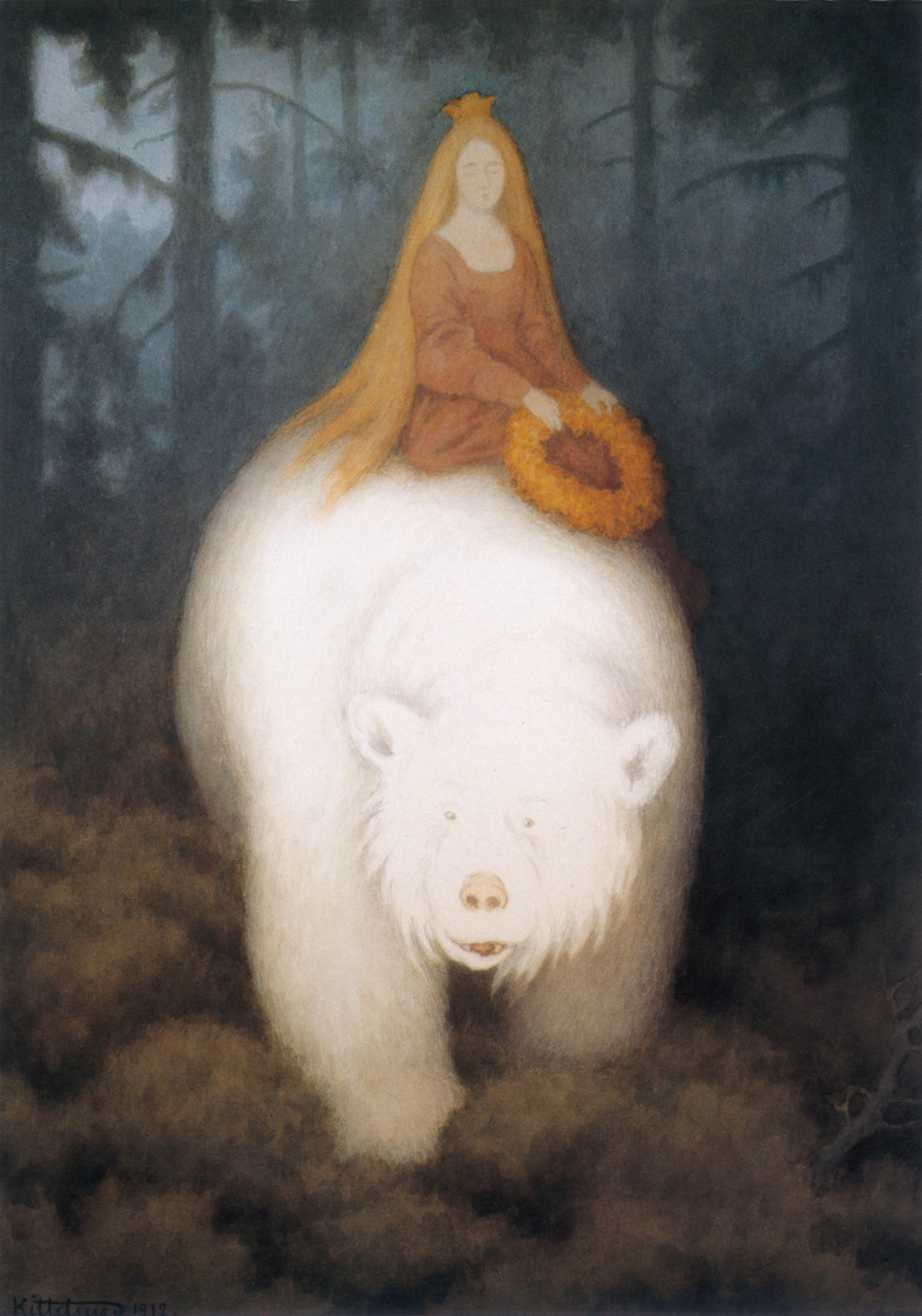
Illustration von Kittelsen: Das Mädchen reitet auf dem Eisbären

Der Märchenfilm folgt im Wesentlichen den Märchen Der weiße Bär, König Valemon und Östlich von der Sonne und westlich vom Mond aus der Sammlung von Peter Christen Asbjørnsen und Jørgen Engebretsen Moe. Diese Märchen variieren in Teilen das französische Märchen Die Schöne und das Biest, also La belle et la bête beziehungsweise Grimms Tausendschönchen, und kombinieren dies mit dem Motivkreis um Die falsche Braut. Allerdings zeigen die norwegischen Märchen Der weiße Bär, König Valemon und Östlich von der Sonne und westlich vom Mond auffallende künstlerische Eigenständigkeit – schon durch das eindringliche Bild des großen weißen Bären. Dieses erinnert wiederum an den Bären von Schneeweißchen und Rosenrot. Der menschliche Eisbär ist filmisch ein schwer zu verwirklichendes Bild. Diese Darstellung ist im Film aber vergleichsweise gut gelöst und inspiriert sich an den beeindruckenden Märchenbildern Theodor Kittelsens.
Anders als in der Verfilmung und im Valemon-Märchen ist in Östlich von der Sonne und westliche vom Mond die Erwählte des Bären keine Prinzessin, sondern ein armes Mädchen aus einer großen Familie. Die Erweckung der Neugier und das Übertreten des Seh-Verbots nimmt in Östlich von der Sonne und westlich vom Mond wie im Film seinen Anfang im Besuch der alten Familie. Allerdings rät hier die Mutter des Mädchens schlecht und nicht wie im Film und im Valemon-Märchen die Schwestern. Das Tabu wird im Sonnen-Märchen wie im Film mit einer wachstropfenden Kerze gebrochen. Wie im Film verschlägt das Unglück der Neugier den Prinzen in unerreichbare Ferne. Das Mädchen befragt im Sonnen-Märchen hierauf, ähnlich wie in Die sieben Raben, die Sonne, den Mond, den Westwind, den Ostwind, den Südwind und den Nordwind. Erst der Nordwind weiß etwas, und mit aller Kraft kann er dem Mädchen helfen, und sie zu dem Prinzen wehen. Diese Suche verläuft im Film eher gemäß dem Valemon-Märchen: Hier werden Zauberdinge aus dem Tischlein-deck-dich-Märchen der Brüder Grimm in die verzweifelte Suche des Mädchens integriert und Wunderschuhe – vergleichbar den Siebenmeilenstiefeln z. B. in Wilhelm Hauffs Das kalte Herz. Anders als im Film ist die Hexe im Sonnen-Märchen ein Trollweib – Trolle beziehungsweise Orks haben in den norwegischen Märchen die glückliche Eigenschaft zu bersten, wenn sie überwunden sind. So gelingt es auch in Östlich von der Sonne westlich vom Mond, als der Prinz und das Mädchen sich erkennend wiederfinden. Die utopische Sonnen-Mond-Raum-Zeitangabe des Märchens versetzt die Suche des Mädchens an einen ideellen Ort, ein Aspekt, der auch in der unwirklichen Hexenburg im Film angedeutet wird.
Für die ästhetische Umsetzung des Films waren die bekannten Märchenillustrationen von Kay Nielsen, und Theodor Kittelsen zu Östlich von der Sonne und westlich vom Mond und zu Der weiße Bär, König Valemon eine wichtige Quelle. Zum Thema Mädchen und Bär haben darüber hinaus Edmund Dulac und John Bauer höchst beeindruckende Märchenbilder geschaffen, die ebenfalls im Bildhorizont von Der Eisbärkönig stehen.

## Kritiken
„In faszinierende Landschaftsaufnahmen eingebettete, kindgerechte Verfilmung eines norwegischen Volksmärchens, das auch jüngere Zuschauer zu fesseln vermag; handwerklich solide inszenierte Unterhaltung“, befand das Lexikon des internationalen Films.

## Synchronisation
Die deutsche Synchronisation ist wie folgt besetzt:
| Rolle                  | Darsteller         | Synchronsprecher    |
| ---------------------- | ------------------ | ------------------- |
| Erzähler               | Espen Skjønberg    | Joachim Nottke      |
| Prinzessin             | Maria Bonnevie     | Claudia Lehmann     |
| Prinz Valemon          | Tobias Hoesl       | Tobias Hoesl        |
| Hexe                   | Anna-Lotta Larsson | Marianne Groß       |
| König des Winterlandes | Jack Fjeldstad     | Heinz-Theo Branding |
| Mutter Valemons        | Monica Nordquist   | Bettina Schön       |
| Zweitälteste Schwester | Kristin Mack       | Julia Bredermann    |
| Älteste Schwester      | Marika Enstad      | Daniela Hoffmann    |
| Teufel                 | Helge Jordal       | Rüdiger Joswig      |